# Aurélien Sanchez
Aurélien Sanchez est un sportif français spécialisé dans les courses de trail et d'ultra-trail né le 24 février 1991 dans l'Aude. Il compte plusieurs records personnels comme le John Muir Trail, réalisé sans assistance. Il est le premier Français à avoir remporté la Barkley Marathons.

## Biographie

### Études
Il suit des études d'ingénieur à l'INSA de Toulouse.

### Carrière professionnelle
Il exerce la profession d'ingénieur aux États-Unis de 2014 à 2020 puis à Toulouse.

### Carrière sportive
Après avoir grandi dans la région de Limoux, il se rend en 2014 à Phoenix aux États-Unis et s'y installe jusqu'en 2020. Influencé par Mike Horn, il découvre la pratique du trail et se prend de passion pour les défis de type ultra-trail.

#### John Muir Trail
Après deux tentatives infructueuses, il réussit en septembre 2018 le John Muir Trail. Il atteint le Parc national de Yosemite après 3 jours 3 heures 55 minutes et 10 secondes de course, devenant le nouveau détenteur du record de la traversée du John Muir Trail sans assistance avec plus de 7 heures d'avance sur la précédente marque.

#### La traversée des Pyrénées: GR10
De retour en France à Toulouse, il participe le 19 janvier 2020 à la course « Le dernier homme debout » en Vendée, qu'il remporte en effectuant un record de 17 boucles soit 127 km pour 4 590 mètres de dénivelé positif,. Dans le contexte de la pandémie de COVID-19 et de l'annulation de nombreuses courses, Aurélien Sanchez effectue les 930 km et 55 000 mètres de dénivelé positifs du GR10, qui relie Banyuls-sur-Mer à Hendaye, en autosuffisance en 12 jours 5 heures et 22 minutes, améliorant de 5 heures la performance établie en 2018 par Thierry Corbarieu. Ce record n'est finalement pas validé par le site officiel de la FKT.

#### Barkley Marathons
Entre 2021 et 2022, Aurélien Sanchez prend part à plusieurs épreuves parmi lesquelles La Diagonale des Fous, le Grand Raid des Pyrénées, la Chartreuse Terminorum dans le but de s'aguerrir et d'obtenir une invitation à la Barkley Marathons.
Le 16 mars 2023, Aurélien Sanchez termine l'édition 2023 de la Barkley Marathons avec le premier temps, en accomplissant les 5 boucles en 58 heures, 42 minutes et 23 secondes. Cette performance fait de lui le premier finisseur français de l'histoire et le 16e finisseur de la course créée en 1986 et considérée comme l'une des courses des plus atypiques et difficiles du monde de l'ultra-trail.